# بارون، ژیروند
بارون (به فرانسوی: Baron) یک کمون (فرانسه) در فرانسه است که در canton of Branne واقع شده‌است. بارون ۱۰٫۳۴ کیلومتر مربع مساحت دارد ۸۲ متر بالاتر از سطح دریا واقع شده‌است.